# سفينة السجن

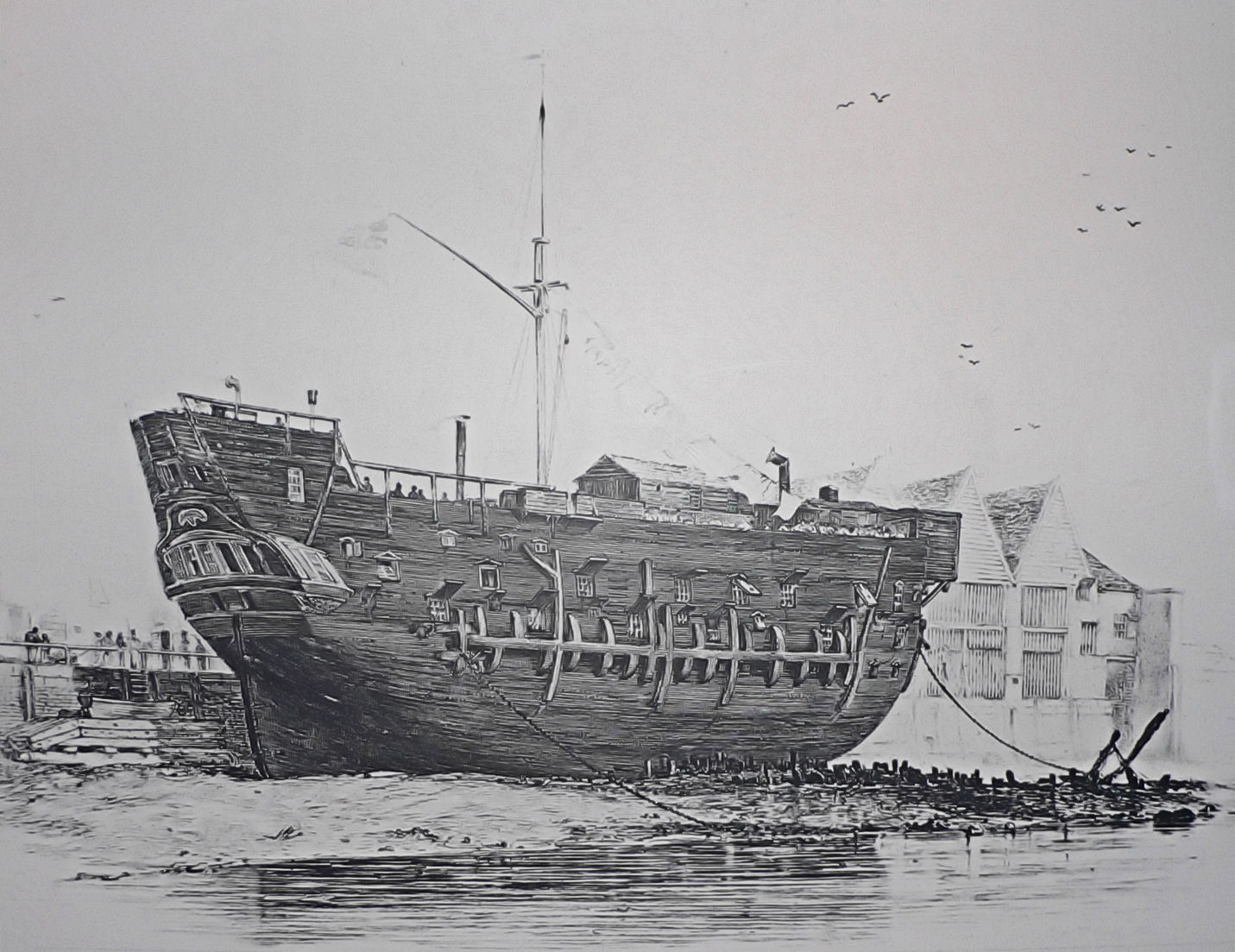
سفينة السجن على الشواطئ اتش إم.إس ديسكفوري 1789، في ديبتفورد. تم إطلاق السفينة على شكل سفينة حربية، من طراز 10 مدافع، في روثرهايت في عام 1789، وكانت بمثابة سفينة سجن من 1818 حتى ألغيت في فبراير 1834.

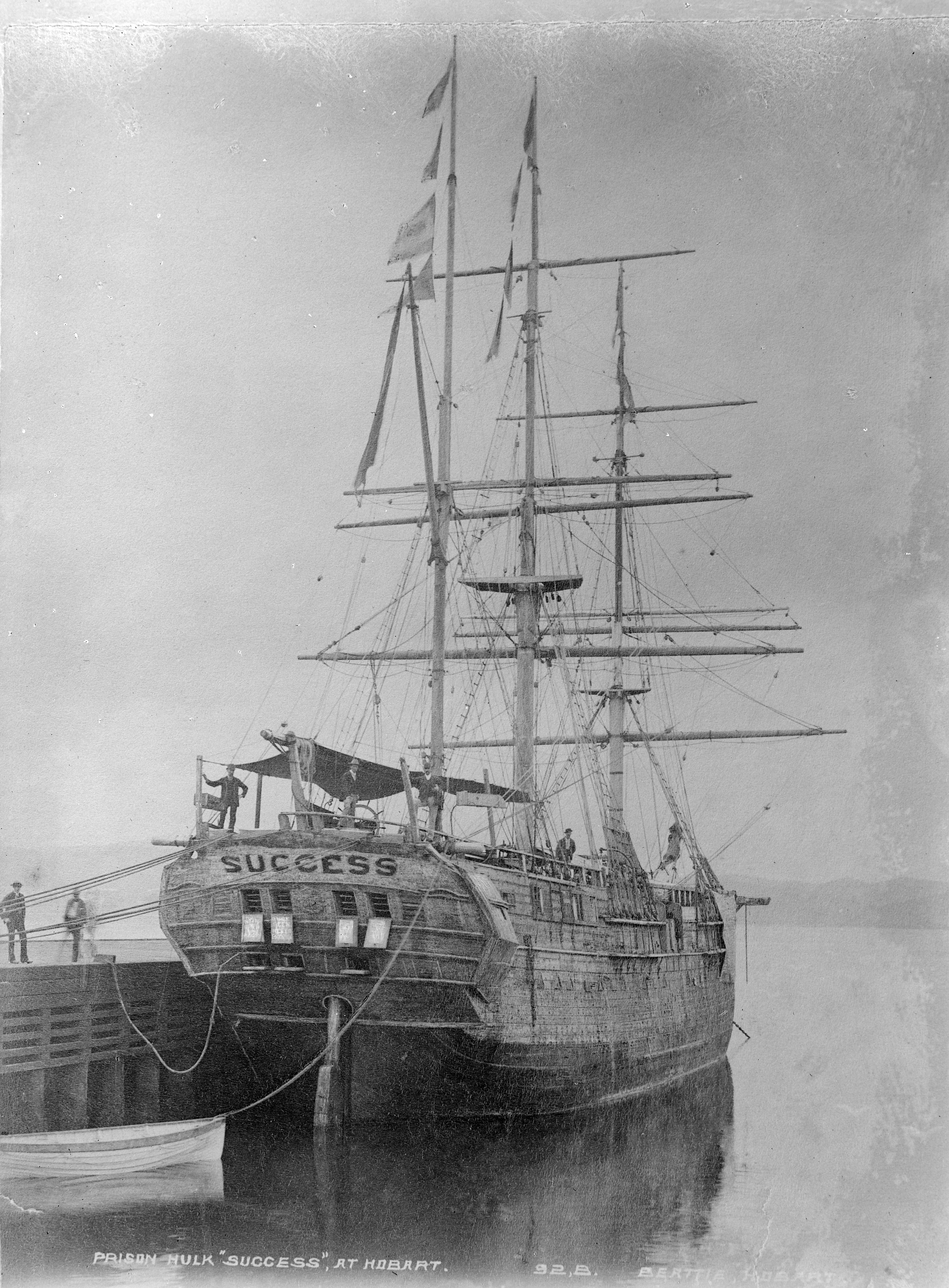
سجن هالك اتش إم.إس "نجاح"، في هوبارت، تاسمانيا، أستراليا.

سفينة السجن، (بالإنجليزية: Prison ship)‏، هي سفينة تم تعديلها، لتصبح مكانا للاحتجاز الفعلي للمدانين، أو أسرى الحرب، أو المعتقلين المدنيين.
في الوقت، الذي نشرت فيه العديد من الدول سفن السجون، كانت هذه الممارسة منتشرة على نطاق واسع في بريطانيا، في القرنين السابع عشر، والثامن عشر، حيث سعت الحكومة إلى معالجة قضايا السجون المدنية المكتظة على الأرض، وتدفق معتقلي العدو، من حرب جنكينز. حرب السنوات السبع، وحروب الثورة الفرنسية، والحروب النابليونية.

## الاستخدامات الحديثة

### تشيلي
تصف تقارير صادرة من منظمة العفو الدولية، ومجلس الشيوخ الأمريكي، ولجنة الحقيقة والمصالحة التشيلية، أن السجن العائم اسميرالدا (BE-43) كان للسجناء السياسيين، في إدارة أوغستو بينوشيه، من عام 1973 إلى عام 1980. ويُزعم التقرير، أن هناك أكثر من مائة شخص، تم احتجازهم هناك، وتعرضوا لمعاملة بشعة، بينهم القس البريطاني، ميغيل وودوارد.

### الفلبين
في عام 1987، تم القبض على العقيد غريغوريو هوناسان، زعيم لمختلف الانقلابات في الفلبين، وسُجن في سفينة تابعة للبحرية، تم تحويلها مؤقتًا إلى منشأة احتجاز. ومع ذلك، فقد هرب، بعد إقناع الحراس بالانضمام إلى قضيته.

### المملكة المتحدة

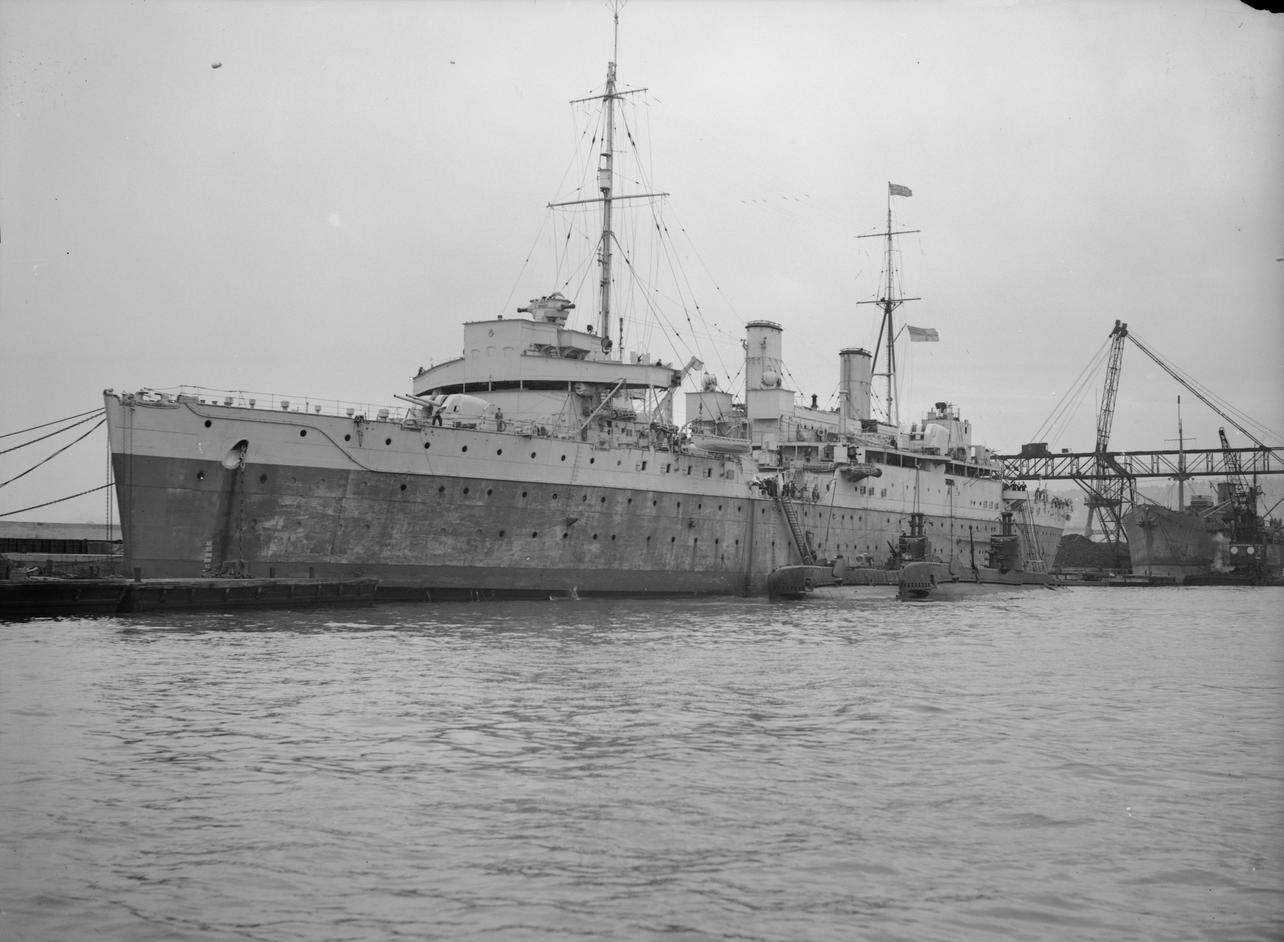
HMS Maidstone (pictured here in Algiers in the Second World War), a prison ship which docked at بلفاست and where many internees were sent during المشاكل (أيرلندا)

تم استخدام HMS Maidstone كسفينة سجن في أيرلندا الشمالية في السبعينيات للمشتبه فيهم كونهم من القوات شبه العسكرية، وأنصار غير مقاتلين. أمضى الرئيس السابق للحزب السياسي الجمهوري شين فين، جيري آدمز، بعض الوقت في ميدستون في عام 1972. أطلق سراحه من أجل المشاركة في محادثات السلام. في عام 1997، أنشأت حكومة المملكة المتحدة سفينة سجن جديدة، HMP Weare ، كتدبير مؤقت لتخفيف اكتظاظ السجون. وقد رست في رصيف البحرية الملكية المهجورة في جزيرة بورتلاند، دورست. تم إغلاق برنامج VMware في عام 2006.

### الولايات المتحدة الأمريكية
في الولايات المتحدة، يعد مركز Vernon C. Bain Correctional عبارة عن بارجة سجن تديرها وزارة الإصلاحات في مدينة نيويورك، كمساعد لجزيرة ريكيرز، التي تم افتتاحها في عام 1992. وهو أكبر منشأة لسفن السجون العاملة في الولايات المتحدة.
في يونيو 2008، نشرت صحيفة الجارديان ادعاءات من ريبريف بأن القوات الأمريكية كانت تحتجز أشخاصًا في خضم الحرب على الإرهاب، على متن سفن بحرية نشطة، بما في ذلك يو إس إس باتان وبيليو، على الرغم من أن البحرية الأمريكية أنكرت ذلك. إلا أنها في وقت لاحق من عام 2011، اعترفت الولايات المتحدة باحتجاز الإرهابيين المشتبه بهم على متن سفن في عرض البحر، مطالبة بالسلطة القانونية للقيام بذلك.
في عام 2009، حولت البحرية الأمريكية السطح الرئيسي على متن السفينة الأمريكية لويس وكلاركينتو، لاحتجاز القراصنة، الذين أسروا قبالة ساحل الصومال حتى يمكن نقلهم إلى كينيا لمحاكمتهم. يمكن أن يستوعب اللواء ما يصل إلى 26 سجينا، وكان يتم تشغيله بواسطة مفرزة تابعة لمشاة البحرية، من فيلق مشاة البحرية السادس والعشرين.